# Médenine (stad)
Médenine (Arabisch: مدنين) is de belangrijkste stad van Zuidoost-Tunesië. De stad is tevens de hoofdstad van het gouvernement Médenine. In 2004 telde de stad 61.705 inwoners. Bij de volkstelling van 2014 was dit aantal gestegen naar 109.409 inwoners.
De stad is vooral bekend als vertrekpunt voor een aantal excursies door Tunesië.

## Trivia
- Een deel van Star Wars: Episode IV: A New Hope werd in deze stad gefilmd.